# Chrysochalcissa indica
Chrysochalcissa indica är en stekelart som beskrevs av T.C. Narendran 1994. Chrysochalcissa indica ingår i släktet Chrysochalcissa och familjen gallglanssteklar. Inga underarter finns listade i Catalogue of Life.